# Лейбл звукозапису

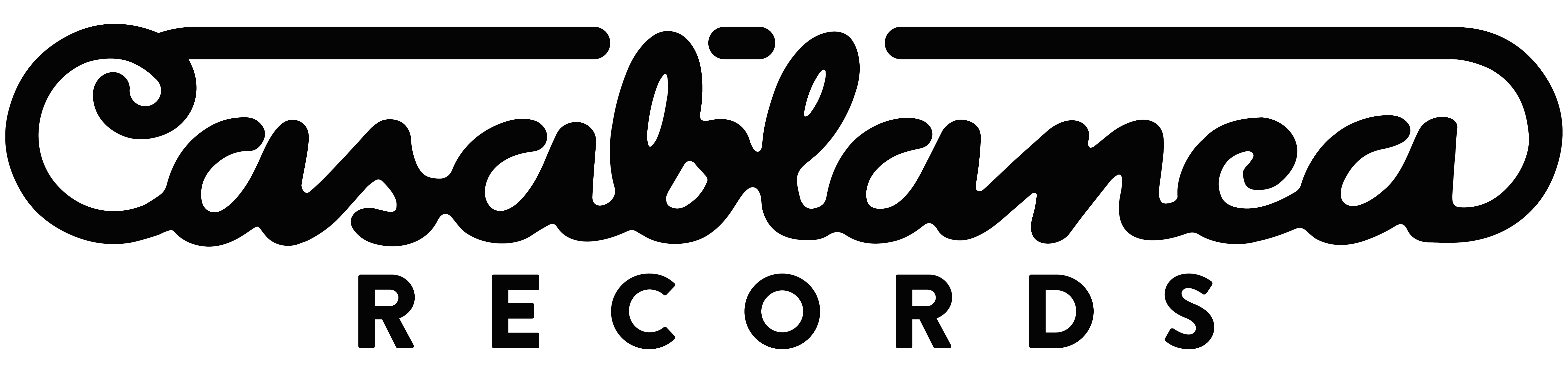
Casablanca Records — найпрогресивніший лейбл у «розкрутці» диско музики, котрий у 1973 році заснував Ніл Богарт. Компанія випустила таких вокалістів як: гурт «Kiss», Cher, Донна Саммер. Casablanca досягла найбільшого успіху в епоху дискотеки від середини до кінця 1970-х років. Зараз лейбл зосереджується на танцювальній та електронній музиці.

Лейбл звукозапису (англ. record label), також фірма звукозапису, фірма грамзапису,  — це бренд або торговельна марка музичних записів і музичних відео або компанія, яка ними володіє. Іноді звукозаписний лейбл також є видавничою компанією, яка керує такими брендами та торговельними марками. Фірма звукозапису є багатофункціональним підприємством, кінцевою метою діяльності якого є продаж носіїв звукозапису (раніше музичні лейбли робили ставку на фізичні носії), реалізація всього пов'язаного з роздрібним продажем музики, яку воно випускає. Це компанія, яка здійснює менеджмент музичних брендів, координує виробництво, розповсюдження та рекламу, займається координацією та деяким конторолем просування (тобто промоушну) аудіо- та іноді відеозаписів (головним чином музичні відеокліпи та відеозаписи концертів) на носіях різних відповідних форматів, серед яких вінілові платівки, компакт-касети, компакт-диски, міні-диски, SACD, DVD, та займається пошуком нових авторів музики. Такі спеціальні бізнес-структури, якими є компанії звукозапису, створюють дизайн продукту (альбому, обкладинки для компакт-дисків, вінілових платівок, касет), розробляють схеми продажів альбомів, часто навіть коректують тематику пісень, які будуть на диску, надають допомогу у виборі репертуару. Кожна фірма звукозапису займається складанням й підписанням договорів і контрактів, має контракти з виконавцями або ж права на видання записів.

Лейбл Jive Records розгледів в Брітні Спірс творчий потенціал коли в шоу-бізнесі кінця 1990-х модними були бойз- та герлзбенди. Лейбл підписав з Брітні контракт, і спочатку вона виступала на розігріві у ’N Sync, а згодом вирушила у свій перший сольний тур містами США. Хоча Брітні планувала орієнтуватися на зрілішу аудиторію, нові продюсери вирішували інакше і почали створювати з неї кумира молоді. Продюсер Мак Мартін запропонував Спірс заспівати одну із написаних ним самим пісень «Hit Me Baby One More Time», котра в підсумку зробила Брітні Спірс всесвітньо знаменитою. Брітні Спірс була змалечку надзвичайно талановитою.

Лейбл допомагає у підготовці проморелізів, виданні, дистрибуції, мастерингу, охоплює комунікацію з різними музичними діячами, декількома студіями звукозапису із сучасною технікою, може включати коворкінг-майданчик і тд. Продюсерська робота полягає в тому числі і у формуванні нових стратегій розвитку музичних стилів, виявленні їхньої комерційної успішності, створенні якісних в акустичному аспекті аранжувань. З метою просування саунд продюсер може працювати з продюсерами інших рекорд-лейблів, заключати контракти напряму з музичними стрімінговими сервісами Youtube music, Apple music, Google music, Deezer, Tidal, Spotify, чи користуватися допомогою агрегаторів (таких як Multizza, TuneCore, тощо) котрі постачають контент до різних музичних інтернет-магазинів (це компанії-посередники, що уклали постійний контракт на дистриб'юцію). Компанії звукозапису складають музичну індустрію. 

## Про «лейбл»
Назва лейбл (буквально ярлик) походить від «паперової етикетки» (англ. Label) — фабричної марки (лейбл ідентифікації), котра ставиться на продукції, що випускається будь-якою фірмою (в музичній галузі на компакт-дисках, касетах і платівках), а також назва фірми. Наприклад, лейбл, прикріплений до центру вінілової платівки, містить загальну інформацію про назви композицій, музикантів, а також назви звукозаписних компаній. Назва є пережитком того часу, коли вся музика з'явилася на платівці. У минулому було важливо, щоб нова група була відкрита звукозаписною компанією, оскільки ціна виробництва альбомів і доставки їх до магазинів була високою. Протягом 2000-х років фізичні продажі фонограм були значною мірою замінені цифровими технологіями, що сприяло серйозним змінам.
У індустрії звукозапису звукозаписна компанія, написана (надрукована) на етикетковому папері, і сама назва бренду під її парасолькою стали називатися «лейблом». «Етикетка» як торгова марка може бути або не бути незалежною організацією компанії. Для кожної звукозаписної компанії використовували різні дизайни етикеток, і було досягнуто брендингу. Лейбли з довгою історією створюють цінність, схожу на бренд, але вони також можуть мати імідж, створений художниками, яким вони належать. Наприклад, ECM Records є незалежним лейблом, а також це цілий стилістичний напрям.
Найстарішою з найбільших звукозаписних груп ХХ століття була EMI, заснована в 1931 році, але її коріння сягає 1897 року.

## Огляд

Merlin Network — агенція з штабом у Лондоні, що представляє незалежні лейбли.
PRS for Music — британський колектив із захисту авторських прав на музику, незалежна агенція, що здійснює колективне управління правами на музичні твори, представляє права своїх авторів пісень, композиторів і членів музичного видавця та збирає гонорари від їх імені, коли їхня музика відтворюється чи виконується публічно в трансляціях, завантаженнях їхньої музики або використанні її у фільмах чи на телебаченні.
Британська асоціація виробників фонограм — асоціація, представницька організація членами якої є понад 400 великих і незалежних музичних компаній, що представляє інтереси звукозаписної індустрії Британії.
Warp Records — лондонський незалежний звукозаписний лейбл, назва якого розшифровується самими творцями як We Are Reasonable People (Ми розумні люди), зосереджується на публікації та просуванні авангардної музики, головним чином інтелектуальної танцювальної музики (IDM).

Більшість провідних фірм звукозапису, так званих мейджор-лейблів (англ. Major label, тобто, домінуючі бренди в музичній індустрії; великі фірми–корпорації), належить кільком великим транснаціональним корпораціям, на частку яких припадає основний відсоток світового музичного ринку. Хоча останнім часом спостерігається сплеск незалежних (від мейджорів) лейблів, так званих інді-лейблів (англ. indie label; незалежні дрібні бренди; незалежні лейбли, які не є власністю головної компанії), що являють собою альтернативу мейнстриму від мейджор-лейблів (тобто, від рекорд-корпорацій, від звукозаписувальних корпорацій). У той самий час, між мейджорами та інді часто зустрічається співробітництво на взаємовигідних умовах, зокрема, вони можуть виконувати за замовленням один одного ті чи інші етапи виробництва, поширення й просування музики. Вони можуть покладатися на міжнародні ліцензійні угоди та інші домовленості з великими лейблами. Великі лейбли іноді повністю або частково купують незалежні лейбли. На відміну від мейджор-лейблів, які мають свої мережі продажу музичної продукції для отримання максимального прибутку, незалежні звукозаписні лейбли можуть надавати поширення записаних композицій музичному колективу.
Група учасників шоу-бізнесу у вигляді мейджор-лейблів, в комунікативному та структурному аспектах, тобто, з точки зору кількості соціально-ділових контактів, є одним з найбільш значущих і масштабних інститутів.
У 2005 році були чотири провідні звукозаписні компанії в світі:

-  Universal Music Group (Франція/США) — 25,5% світового ринку;
-    Sony Music Entertainment (Японія) — 21,5% світового ринку;
-  EMI Music (Англія) — 13,4% світового ринку;
-  Warner Music Group (США) — 11,3% світового ринку.

- 

Загалом вони тоді контролювали приблизно 72 відсотки світового ринку та 85 відсотків ринку США.
Розвиток музичного туризму є важливою особливістю Великої Британії, система незалежних лейблів вважається чи не найціннішим у британській музіндустрії, а Асоціація незалежної музики (AIM) та Світова незалежна мережа (англ. Worldwide Independent Network, скорочено WIN — заснована в 2006 році коаліція незалежних музичних організацій з усього світу) є невтомними лобістами інтересів незалежного сектору у Британії.
У США та Великій Британії були закладені основні принципи музичної індустрії, і саме в цих країнах розвиток музичної індустрії завжди був конкурентним.
Сьогодні Інтернет та нижчі витрати на виробництво дозволили виконавцям самостійно створювати, поширювати та просувати свою музику. З цієї ж причини багато музикантів створили власні звукозаписні компанії, щоб самим керувати процесами, а не підпорядковуватися великій звукозаписній компанії.
Зараз з розвитком Інтернет-технологій спостерігається великий сплеск так званих нетлейблів (англ. Net label), що поширюють музику в цифрових звукових форматах (головним чином MP3 і Ogg Vorbis), надаючи доступ до прямого завантаження цих файлів. При цьому нетлейбли паралельно з «нетрелізами» нерідко випускають обмежені тиражі компакт-дисків і інших популярних носіїв інформації, поширюючи їх переважно звичайною поштою.
Після повномасштабного російського вторгнення в Україну стримінговий сервіс Spotify скасував можливість преміум-підписки в Росії і закрив свій офіс у Москві, а найбільші світові лейбли Universal Music Group, Warner Music Group, Sony Music Entertainment вийшли з країни-агресора.

### Перелік вибраних лейблів
| - «Мелодия» — російський (раніше радянський) звукозаписний лейбл. Це була найбільша державна звукозаписна компанія Радянського Союзу. - «Deutsche Schallplatten» був монопольним музичним видавцем у Німецькій Демократичній Республіці з 1950-х до 1980-х років. 12 серпня 1946 року німецький співак і актор Ернст Буш отримав дозвіл радянської військової адміністрації на створення музичного видавництва. - «Opus» — був великим чехословацьким державним лейблом звукозапису та музичним видавництвом у Братиславі, тепер знаний як «Opus a.s.». - «Supraphon» — був великим чехословацьким державним лейблом звукозапису. - «Hungarton» — був великим угорським лейблом звукозапису, засований в 1951 році. - «Польське награня» пол. Polskie Nagrania — польський звукозаписний лейбл, що був заснований у 1956 році після злиття фабрики вінілових платівок Muza та звукозаписного дому Polskie Nagrania. Виробляв 70% від загальної кількості платівок і магнітофонних касет на польському ринку. - Балкантон — болгарська компанія грамзапису, створена під цією назвою в Софії в 1952, монополіст на болгарському ринку в період з 1940 по 1989 роки. - Југотон — найбільша компанія звукозапису та мережа музичних магазинів у колишній Соціалістичної Федеративної Республіки Югославія. | - BMG (Bertelsmann Music Group) є звукозаписуючою компанією, що входить до складу німецького концерну «Bertelsmann», є однією з п'яти крупних музичних компаній світу, та має свої відділення у понад 40 країнах. У своєму складі BMG має такі лейбли як «RCA», «Ariola», «Arista» та ін. - Capitol Records — американський лейбл звукозапису. Один з найвідоміших лейблів звукозапису. - Motown Records — Американська звукозаписуюча компанія, котра була першим лейблом звукозапису, що спеціалізувалася на записах чорношкірих виконавців (Стіві Уандер, Даяна Росс, Майкл Джексон та ін.) - Atlantic Records — один з найвідоміших лейблів звукозапису. Належить компанії Warner Music Group (США). - Decca Records — британський лейбл звукозапису. Один з найвідоміших лейблів звукозапису. - Philips Records — один з найвідоміших лейблів звукозапису. |

### В Україні
9 вересня 1991, одним з перших українських лейблів став лейбл NAC (укр. НАК, досл. «Національна аудіокомпанія»), який записував і випускав альбоми відомих українських виконавців та народних гуртів і співаків 1990-х та 2000-х.
В 2008 році Потапом було створено власний лейбл «Empire» (з яким працювали ряд відомих в 2000-них роках українських виконавців: New'Z'Cool, UGO, XS, David, Queen $ та ін.), а згодом ним було створено продюсерський центр «MOZGI Entertainment».
Умовними місцевими мейджорами в Україні є три великі компанії: Secret Service EA (Макс Барських, Оля Полякова, Jerry Heil), Mama music (Вєрка Сердючка, неАнгелы, KAZKA,) та Mozgi Group (Dorofeeva, Mozgi, Michelle Andrade). Усі ці музичні компанії просувають артистів, але не всі є лейблами у звичному розумінні. До інді-лейблів можна умовно віднести усі інші організації.

## Деталізація джерел
1. 1 2 3 4 5 6 7  Популярна музика: енцикл. словник / автор-уклад. В.Откидач. — Х.: Лідер, 2018. — 896 с. ISBN 978-966-2732-97-9
2. ↑  Алтухов С.О., Бутиріна М.В. Маркетингові комунікації у музичній індустрії // Масова комунікація у глобальному та національному вимірах. — Д.: ДНУ імені О. Гончара, факультет систем і засобів масової комунікації, 2016. — Вип. 5. — 198 с. (стор.: 5) Доступ[недоступне посилання]
3. 1 2 3 4  Самсон О.О. Систематизація соціокомунікативних функцій суб'єктів концертного бізнесу // “ДЕРЖАВА та РЕГІОНИ. СЕРІЯ: СОЦІАЛЬНІ КОМУНІКАЦІЇ” 2013 р., № 1 (13) ISSN 2219-8741 (стор.: 21) Доступ[недоступне посилання]
4. ↑  Степанець Юрій Леонідович. Музичний твір як об'єкт авторського права: поняття, ознаки та проблемні аспекти цивільно-правового регулювання в Україні. Doi https://doi.org/10.32837/chc.v0i42.431
5. ↑  Супрун Олена Володимирівна. Поєднання джазу та класики в контексті "МУЗИКИ ECM" // МИСТЕЦТВОЗНАВЧІ ЗАПИСКИ: Зб. наук. праць. — Вип. 24. — К.: Міленіум, 2013. — 294 с. ISSN 2226-2180 (стор.: 54-55)
6. 1 2 3 4  Давимука С.А., Федулова Л.І. Креативний сектор економіки: досвід та напрями розбудови: монографія / С.А. Давимука, Л.І. Федулова; ДУ “Інститут регіональних досліджень імені М.І. Долішнього НАН України”. — Львів, 2017. — 528 с. ISBN 978-966-02-8416-6 (стор.: 133)
7. ↑  Resnikoff, Paul (12 грудня 2018). Worldwide Independent Network CEO Alison Wenham Is Stepping Down. Digital Music News. Процитовано 16 серпня 2019.
8. ↑  About. Worldwide Independent Networks. Процитовано 16 серпня 2019.
9. ↑  Інновації та особливості функціонування ЗМІ в демократичному суспільстві: збірник матеріалів V Міжнародної науково-практичної конференції до 31-ї річниці Незалежності України / упор. Ю.Р. Казімова. — Львів: Видавництво Львівської політехніки, 2022. — 132 с. ISBN 978-966-941-775-6 (стор.: 101)
10. ↑  Показывают социалистические страны: Болгария, Венгрия, ГДР, Польша, Чехословакия, Югославия // Радио. — 1975.  — № 9. — С. 20–27.
11. ↑  N A C. nac.com.ua. Архів оригіналу за 2 лютого 2005. Процитовано 5 серпня 2025.
12. ↑  NAC Discography. Discogs (англ.). Процитовано 5 серпня 2025.
13. ↑  Птах фенікс українського хіп-хопу - В.У.З.В. Народні кандидати. Музичні виконавці. Народні впливові. Архів. Проекти - Новини Рівного. Відео on-line. Все про телекомпанію - Телеканал «Рівне 1». Птах фенікс українського хіп-хопу - В.У.З.В. Народні кандидати. Музичні виконавці. Народні впливові.  Архів.  Проекти - Новини Рівного. Відео on-line. Все про телекомпанію - Телеканал «Рівне 1» (укр.). Процитовано 5 серпня 2025.
14. ↑  Вхід У Змінному Взутті - Офіційний сайт. www.vuzv.com.ua. Процитовано 5 серпня 2025.
15. ↑  Ткаченко Владислава Антонівна. З історії розвитку українського хіп-хопу // Культурно-мистецьке середовище: творчість та технології: Матеріали Чотирнадцятої Міжнарод. наук.-творчої дистанц. конф., Київ, 23 жовтня 2020 р. Київ: НАКККіМ, 2020. 224 с. URL: https://nakkkim.edu.ua/science/vidannyaakademiji%5Bнедоступне+посилання%5D (стор.: 198)
16. 1 2  Олексій Бондаренко. 16 інділейблів України. Хто зараз створює альтернативу великим продюсерським центрам | 3 лютого 2021 | suspilne.media
17. ↑  Трансформація музичного ринку України: поточний стан неакадемічного сектору індустрії в цифрах і коментарях (оглядова довідка за матеріалами преси та інтернету за 2020–2021 рр.) ДЗК Випуск 4/5 2021 р. Міністерство культури та інформаційної політики Національна бібліотека України nlu.org.ua Доступ